# Edith Rode
Edith Rode født Nebelong (23. februar 1879 i København – 3. september 1956 på Frederiksberg), var en dansk forfatter, digter, journalist og brevkasseredaktør.

## Liv
Edith Rode blev født som den ældste af 3 døtre af hofmedicus Carl Nebelong og Harriet Kiellerup i 1879 i København. Familien var velbjærget og borgerlig med liberale tanker fra især faderen, men det betød dog ikke, at hans døtre fik uddannelse.
Hun vakte en del opsigt med sine tre første værker, Misse Wichman fra 1901, Maja Engell fra samme år og Gold fra 1902, hvori hun forsvarede kvinders ret til deres seksualitet. Bøgerne forargede borgerskabet og begejstrede anmelderne.  Edvard Brandes roste hende som et "stort talent" med "uforfærdet vid". Hun vankede blandt kunstnere, og blev en tid kurtiseret af Johannes V. Jensen. 
I 1902 blev hun gift med en venindes bror, maleren Fritz Magnussen, en forbindelse som gjorde, at hun kunne tage på en lang bryllupsrejse til Italien, hvor det var meningen, at hun skulle skrive, og han skulle male. Men i Italien mødte hun digteren Helge Rode med hvem hun rejste til Capri, hvor hun i 1903 fødte deres første barn, datteren Asta. I 1905 blev ægteskabet med Fritz Magnussen opløst, og hun kunne på vejen hjem fra Italien i München gifte sig med Helge Rode, med hvem hun fik yderligere tre børn: Gregers, Mikal og Ebbe, af hvilke sidstnævnte blev en berømt skuespiller.
Hverken hun eller ægtemanden kunne tjene det store på deres skriverier. Da Helge Rode i højere grad end hende fastholdt rollen som poeten, blev det efterhånden Edith Rodes opgave at skaffe smør på brødet, og fra 1913 begyndte hun ved siden af sit forfatterskab at arbejde som journalist på Berlingske Tidende, en karriere hun havde de næste cirka tredive år, mens der var en familie, der skulle forsørges. Hun udgav stadig digte, romaner, noveller (hvoraf mange ud over i bogform også blev udgivet i aviser eller blade), kogebøger (bl.a. i samarbejde med datteren Asta), rejsebøger, samt to filmmanuskripter.
Asta Rode huskede sit barndomshjem som et sted med "mange fulde nordmænd". Hendes mor var en gæstfri værtinde for farende norske forfattere undervejs til kontinentet, deriblandt Niels Kjær, Bernt Lie, Nils Collett Vogt, Sven Elvestad og Øvre Richter Frich. En hyppig gæst i en periode var Edvard Munch. Efter sit nervøse sammenbrud i 1908 var han i mange måneder patient ved dr Jacobsens klinik i København, hvor Helge Rode trofast besøgte ham, og den norske maler tegnede også et fint portræt af Edith, senere udført som litografi. 
Edith Rode havde ikke høje tanker om sine evner som nyhedsjournalist, Efter 26 år i avisen påstod hun, at hun var kommet med én eneste nyhed, nemlig meldingen om Gunnar Heibergs død - og han var fætter af hendes mand. Med sin slagfærdighed var hun et populært interview-objekt. Da Sophus Claussen bebrejdede hende for at forsømme sit talent, svarede hun: "Måske kan mit efterår holde, hvad mit forår lovede. Hvad gjorde det så, at jeg bare stod og groede i sommeren?" Som kvindesagskvinde sagde hun: "Jeg vil forsage meget for en dame-te", idet hun mente, at man dér fik mere at vide end ved en forsamling af mænd. 
Fra 1937 var hun redaktør for Familie Journalens brevkasse, Smaa Hverdagsproblemer, som efter hendes død blev overtaget af Tove Ditlevsen. Edith Rode udgav i 1948 succesen Livskunst uden filosofi, der blev genoptrykt i 1963. 
Hun var hovedredaktør på Den gyldne bog om danske kvinder fra 1941, en samling af biografier over danske kvinder. Flere af sine bedste bøger skrev hun i en sen alder: Novellesamlingen De tre smaa piger fra 1943, som under dække af fiktion beskriver hendes barndomshjem, samt erindringsbøgerne Der var engang (1951), På togt i erindringen (1953) og På rejse i livet, der blev udgivet i 1957, dvs. efter hendes død.
Hun er begravet sammen med sin mand på Frederiksberg ældre kirkegård.

## Priser og legater
- Carl Møllers Legat (1907)
- Tagea Brandts Rejselegat (1933)
- Otto Benzons Forfatterlegat (1944)
- Tørsleff & Co.s litterære Hæderslegat (1948)
- Ingenio et arti (1949)
- Herman Bangs Mindelegat (1953)